# Aue (Odenthal)
Aue ist ein Wohnplatz in Oberodenthal in der Gemeinde Odenthal im Rheinisch-Bergischen Kreis.

## Lage und Beschreibung
Aue liegt im so genannten Helenental, einem Abschnitt des Dhünntals, im Norden der Gemeinde an der Grenze zu Wermelskirchen.

## Geschichte
Im Dhünntal entstanden in der frühen Neuzeit insgesamt fünf Schwarzpulvermühlen, so auch am Standort Aue. Georg Borsbach verkaufte diese 1873 an die „Rheinisch-Westfälische Pulver-Aktiengesellschaft zu Köln“. Diesem Unternehmen gehörten schließlich alle Pulverfabriken im Tal. Nach dem Ende des Ersten Weltkriegs wurde die inzwischen zu Fabriken ausgebauten Schwarzpulvermühlen geschliffen.
Politisch war Aue zu dieser Zeit Teil der Bürgermeisterei Odenthal, die 1816 durch die Preußen aus der Mairie Odenthal im Kreis Mülheim am Rhein geschaffen wurde. Der Ort ist ab der Preußischen Neuaufnahme von 1892 regelmäßig auf Messtischblättern als Aue oder ohne Namen verzeichnet. Die Straße am benachbarten Wohnplatz Helenenthal wurde 1926 ebenfalls mit in der Aue bezeichnet, seitdem ist der Name Aue ebenfalls für Helenenthal gebräuchlich.
Die Überreste der Pulverproduktionsstätten sind in der Liste der  Bodendenkmäler in Odenthal festgehalten, das ehemalige Wohnhaus ist ebenfalls denkmalgeschützt.
| Jahr | Einwohner | Wohn- gebäude | Kategorie   |
| ---- | --------- | ------------- | ----------- |
| 1871 | 20        | 3             | Pulvermühle |
| 1885 | 34        | 6             | Wohnplatz   |
| 1895 | 15        | 3             | Wohnplatz   |
| 1905 | 15        | 3             | Wohnplatz   |